# Аландський конгрес

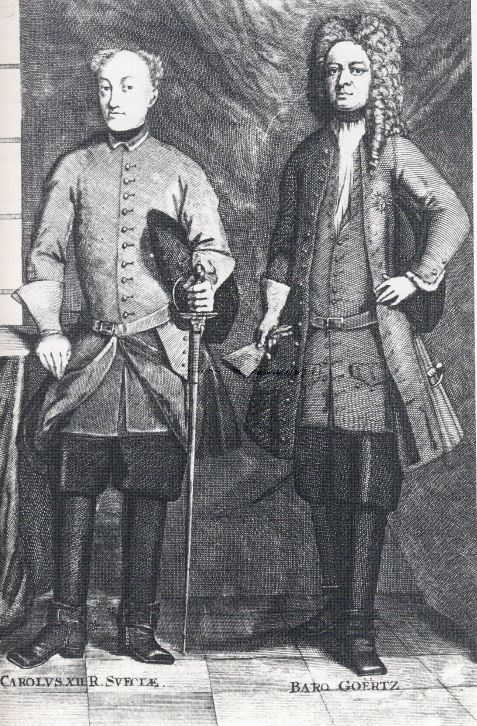
Карл ХІІ і Гьорц

Аландський конгрес — конгрес, на якому велися переговори між Росією та Швецією в ході Північної війни. Проходив з перервами з травня 1718 по жовтень 1719 на острові Сунндшері Аландського архіпелагу.
Росію представляли Яків В. Брюс, Андрій І. Остерман, П. І. Ягужинський, Швецію — К. Гіленборг та Г. Герц. Росіяни вимагали переходу до Росії зайнятих її військами Інгрії, Карелії, Ліфляндії з Ригою та Естляндії, а також Виборга, однак завойовану Фінляндію Петро І готовий був повернути Швеції. Програма Конгреса відповідала інтересам Франції яка хотіла зберегти за Швецією її імперські володіння, але суперечила інтересам Англії яка прагнула передачі шведських Бремена і Вердена Ганноверу.
Зближення Франції та Англії після війни за іспанську спадщину позбавило Росію французької підтримки. Скориставшись цим Швеція погоджувалася на територіальні поступки Росії лише за умови військової допомоги Росії аби отримати компенсацію на Європейському континенті (найімовірніше в Німеччині). Сторони не дійшли згоди і перемовини було припинено.